# گریگور ملیک-سارگسیان
گریگور هامبارتسومی ملیک-سارگسیان (ارمنی: Գրիգոր Համբարձումի Մելիք-Սարգսյան؛  زادهٔ ۳۰ ژانویهٔ ۱۹۵۲ - درگذشته ۱۱ مارس ۲۰۲۴)، نویسنده، حقوقدان اهل ارمنستان بود.

## زندگی‌نامه
وی با نام اصلی گریشا هامبارتسومی ملیک-سارگسیان (ارمنی: Գրիշա Համբարձումի Մելիք-Սարգսյան) در ۳۰ ژانویهٔ ۱۹۵۲ در ایروان به دنیا آمد و از دانشکده حقوق دانشگاه دولتی ایروان فارغ‌التحصیل شد. وی از سال ۲۰۰۳ عضو اتحادیه نویسندگان ارمنستان می‌باشد.  وی در ۱۱ مارس ۲۰۲۴ در سن ۷۲ سالگی درگذشت.